# Santana de Pirapama
Santana de Pirapama est une municipalité brésilienne de l'État du Minas Gerais et la microrégion de Sete Lagoas.